# Krizoberill
A krizoberill ásvány (nem összetévesztendő a berillel) egy berillium-alumínium oxid, vegyi képlete BeAl2O4. A krizoberill neve annyit jelent, mint aranyos berill (a görög chrysos és beryllos szavakból származik), mivel a többnyire zöldessárga színű kő igen gyakran aranyos ragyogású, de tiszta sárga-, zöld- és barna színű krizoberillek is előfordulnak. Zöld színű változata az alexandrit. A harmadik legkeményebb természetben is előforduló drágakő (a Mohs-féle keménységi skálán a topáz és korund között található).

## Ásványtani jellemzői
A krizoberill a rombos rendszerben kristályosodik, többnyire rövid, oszlopos kristályokban, amelyeknek tetején piramislapok jelennek meg. Igen gyakori az ikerképződés és különösen jellemző három kristálynak oly módon való összenövése, hogy az ikerkristály hatszögesnek tűnik. Ez az ikerképződés különösen az alexandriton gyakori. Keménység: 8,5 a Mohs-féle keménységi skála szerint, csak a korund és gyémánt haladja túl. Az optikailag kéttengelyű ásvány karaktere pozitív. A törésmutató értékei egy brazíliai kristályon: α = 1,7470, β = 1,7484, λ = 1,7565, a kettős törés tehát gyenge. Diszperzió kicsi, 0,015, vagyis színszórása gyenge. A krizoberill üvegfényű, de néha sajátságos zsírfényű is. A drágakőnek használt krizoberillek átlátszók vagy áttetszők. A krizoberill a Röntgen-sugarak nagy részét átengedi.
A sötétebb színű fajták pleokroizmusa (kristálynak ama tulajdonsága, hogy különböző színt mutat, ha a különböző tengelyek irányában nézünk át rajt)  igen jelentős. Az alexandrit esetében: α = piros, β = narancssárga, λ = smaragdzöld. E pleokroizmus miatt a csiszolt kő tábláját lehetőleg a zöld szín irányában kell elhelyezni. Az alexandritok között gyakori hármasikreken, az egyes egyének különböző elhelyezkedése miatt, sokszor igen nehéz a legkedvezőbb irány kiválasztása. A krizoberill színező anyaga a vas, amelyhez az alexandritokban króm is járul.
Érdekes tulajdonsága a krizoberillnek, hogy egyes példányain hullámos fényjelenség figyelhető meg, amely különösen a domborúan csiszolt köveken érvényesül. Az ilyen kristályoknak a drágakőpiacon különböző nevük van: cimofán (a görög kyma  szó után, melynek jelentése hullám), krizoberill-macskaszem, orientális-, ceyloni vagy indiai macskaszem, opalizáló krizolit. A legszebb krizoberill-macskaszemek Srí Lankából kerülnek forgalomba, melyek ott zöld, sárga és barna színben is találhatók s amelyeken zöldes, kékesfehér vagy aranysárga színekben játszó hullámos fényjáték vonul végig. Minél erősebb ez a jelenség, annál becsesebb a kő. A jelenséget a kő belsejében levő, apró, mikroszkopikus nagyságú s igen nagyszámú csatornácskák okozzák, amelyek a kristály főtengelyével párhuzamos irányban húzódnak. Ezek a csatornácskák üresek, de valamikor valószínűleg ásványanyaggal voltak kitöltve. A csiszolásnál a csatornácskák irányára tekintettel kell lenni. Legjobban érvényesül a habos fényjelenség akkor, ha az ovális alakban csiszolt kő hossztengelye a csatornák irányára merőleges.

## Lelőhelyei

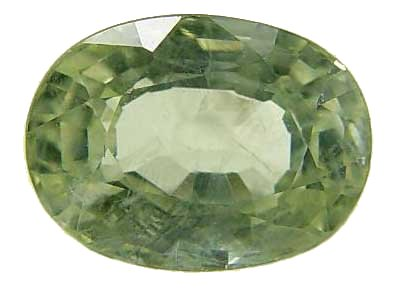
Krizoberill

A krizoberill legfontosabb lelőhelyei is Srí Lankán vannak. Saffragam kerület zafírtartalmú üledékrétegeiben, a Ratganga-folyó hordalékában és Matara környékén találhatók nagyszámban. Aranysárga-, sárga-, zöldessárga-, zöldesbarna- és zöldszínűek, nagyságuk 100 karátig is terjed, közöttük sok macskaszem is található.
Brazíliában Minas Gerais tartomány, Minas Novas kerületében, gránitpegmatit üregeiben, valamint ennek elmállott hordalékában szintén találtak krizoberillt. Ezeknek a színe szürkésfehér, halványsárga, citromsárga, kékeszöld, zöld. Az aranysárga, borsárga kövek ritkábbak.

## Csiszolása
A krizoberillt lépcsős kőnek is és drágakőnek is csiszolják, míg a macskaszemek kerek vagy ovális domború formában kerülnek forgalomba. A foglalás többnyire szabad, de a nagyon világos és halvány színű köveket szekrénykésen foglalják s a szín emelésére a foglalatba aranylemezt helyeznek.
Különösen kedvelt kő Brazíliában, ahol hibásan sokszor krizolitnak hívják.  A két ásvány közt levő hasonlóságra utal a krizolit név használata a krizoberillre különböző jelzőkkel összekötve, úgymint orientális, brazíliai, opalizáló, színtjátszó krizolit, krizolit-krizoberill, chrysolithus. Viszont chrysoberillus névvel egy sárgászöld berillt hívnak. A krizoberill-macskaszem a kvarc-macskaszemmel téveszthető könnyen össze. A kék alexandrit kifejezés zafírt jelent.

## Alexandrit

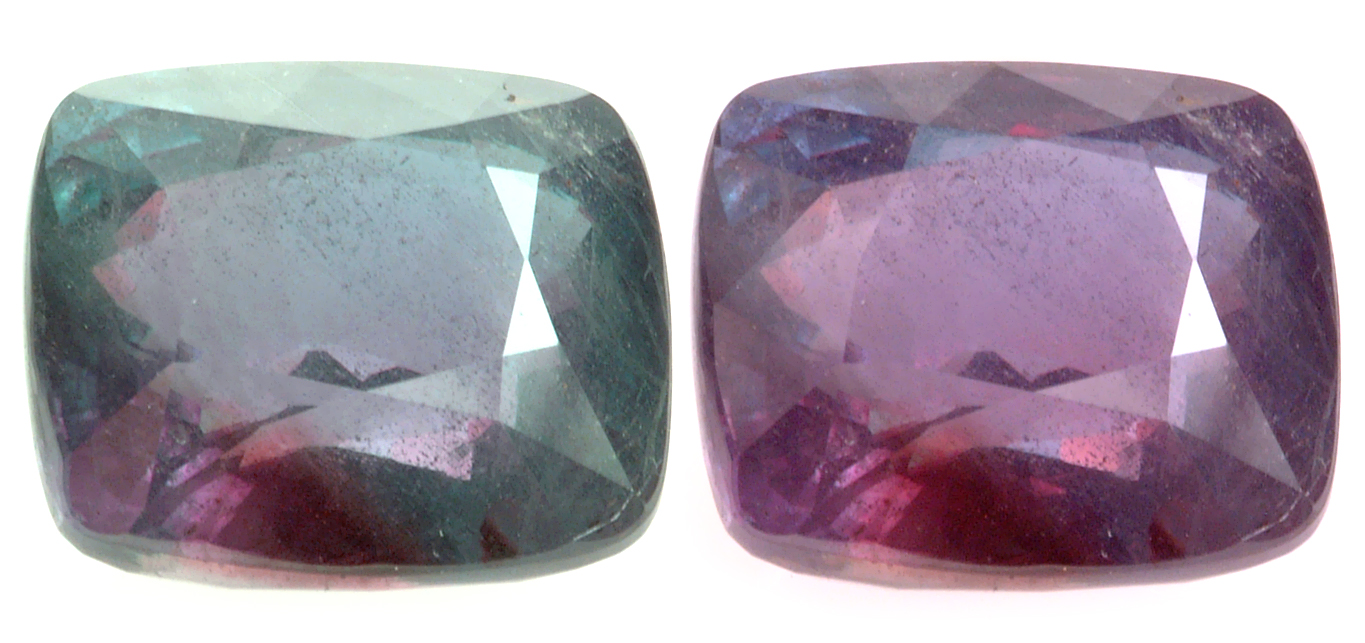
Alexandrit

A szép sötétzöld, fűzöld, néha egész smaragdzöld alexandritnak rendkívül érdekes és jellemző sajátsága a különböző fényben való színváltozása, amely tulajdonsága a legbiztosabb alap a felismerésre. A nappali fényben az alexandrit zöldszínű míg mesterséges sárga fényben vörös- vagy ibolyaszínű. A jelenség oka a sárga és kék fény erős abszorpciója, úgy, hogy csak a piros és zöld sugarak hatolnak keresztül. A kő színe piros vagy zöld aszerint, hogy a beeső sugarak több piros (lámpafény), vagy több zöld fényt (nappali fény) tartalmaznak.
Az alexandritot 1830-ban fedezték fel az Urál-hegységben a későbbi II. Sándor orosz cár nagykorúvá való nyilvánításának napján és így az ő tiszteletére nevezték el. Mivel sokáig csak oroszországi előfordulását ismerték, az oroszok nemzeti kövüknek tekintették s ma is rendkívül nagyra becsülik. Jekatyerinburg mellett, csillámpalákban található nagy mennyiségben. Srí Lankán is előfordul. Az alexandrit értéke jelentős: a jobb kövek ára a gyémántokéval vetekszik.

## Cimofán

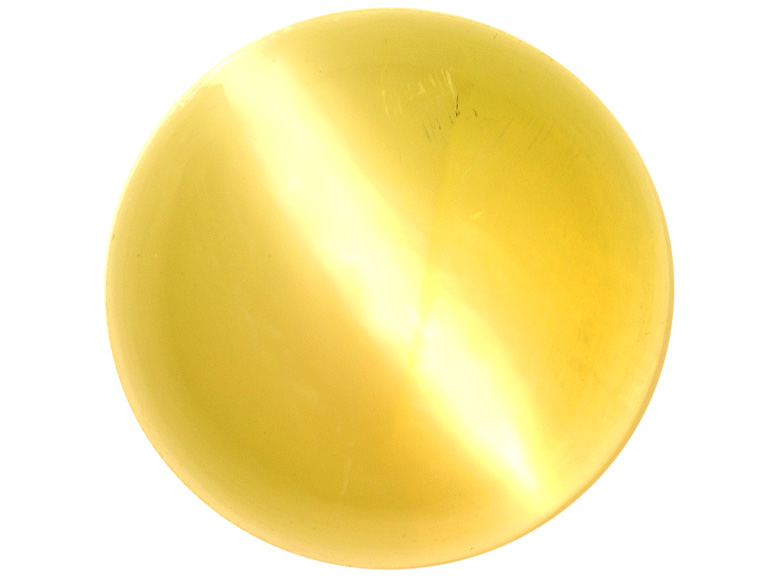
Cimofán

A cimofán vagy ismertebb nevén macskaszem egy opak, sárgaszínű krizoberill. A kő belsejében levő, apró, mikroszkopikus nagyságú s igen nagyszámú csatornácskák, amelyek a kristály főtengelyével párhuzamos irányban húzódnak és amelyeket rutil tölt ki okozzák az ásványra oly jellemző színjátszó hatást. A sárga színt vas szennyeződés okozza.
A drágakőiparban a macskaszem elnevezéssel kizárólag a krizoberilleket illetik. Hasonló ásványok (melyekkel könnyen összetéveszthető) a kvarc-macskaszem vagy a rubin-macskaszem (ezekben az esetekben a drágakő elnevezése mindig tartalmazza az ásvány tulajdonképpeni nevét is). Legnagyobb lelőhelyei Srí Lanka szigetén vannak.

## Külső hivatkozások
- Alexandrite guide
- Webmineral
- Mindat